# Церковь Варлаама Хутынского (Вологда)
Церковь Варлаама Хутынского построена 1780 году на средства купца Узденникова вместо старой каменной церкви в городе Вологде. Названа в честь основателя и игумена Спасо-Преображенского Хутынского монастыря Варлаама Хутынского.

## Архитектура
Церковь выполнена в стиле раннего классицизма, а её архитектором, судя по оригинальности строения, был скорее всего столичный, петербургский, мастер. Церковь двухэтажная, в западной части возвышается сквозной четверик звона колокольни, завершаясь тонким шпилем на фигурном постаменте. Восточная часть украшена двумя вазонами с лепными гирляндами, расположенными по сторонам барабана главы, что выглядит очень необычно для церковной постройки и придаёт ей сходство со светскими зданиями.

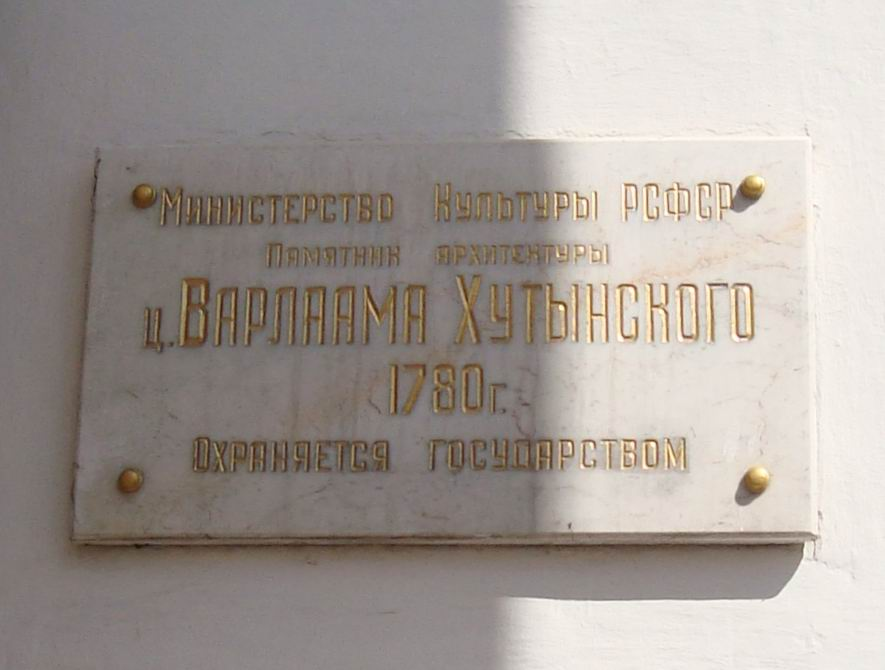

## Интересные факты
Именем Варлаама Хутынского был назван Варлам Шаламов, родившийся в Вологде в семье священника, жившей неподалёку от церкви.